# Laura Golarsa
Laura Golarsa (27 de noviembre de 1967) es una tenista profesional italiana, retirada de la actividad.
Golarsa nació en Milán, y jugó el tour WTA de 1985 a 2001. No ganó ningún título en dicha categoría, pero alcanzó los cuartos de final de Wimbledon en 1989. Su récord en sencillos de 124 – 184 incluye victorias a notables jugadoras como Zina Garrison y Jana Novotná.

## Finales de WTA

### Sencillos 1
| Leyenda        |   |
| Grand Slam     | 0 |
| Campeonato WTA | 0 |
| Tier I         | 0 |
| Tier II        | 0 |
| Tier III       | 0 |
| Tier IV & V    | 0 |

| Resultado | No. | Fecha               | Torneo | Superficie | Rival en la final | Marcador en la final |
| Finalista | 1.  | 7 de agosto de 1988 | Atenas | Arcilla    | Isabel Cueto      | 0–6, 1–6             |

### Dobles 14 (5–8)
| Leyenda         |   |
| Grand Slam      | 0 |
| Campeonatos WTA | 0 |
| Tier I          | 0 |
| Tier II         | 1 |
| Tier III        | 1 |
| Tier IV & V     | 3 |

| Títulos por superficie |   |
| Dura                   | 2 |
| Arcilla                | 2 |
| Césped                 | 0 |
| Alfombra               | 1 |

| Resultado | No. | Fecha              | Torneo                   | Superficie   | Comapañera         | Oponentes en la final                | Marcador en la final |
| Winner    | 1.  | Agosto de 1989     | Sofía, Bulgaria          | Arcilla      | Laura Garrone      | Silke Meier Elena Pampoulova         | 6–4, 7–5             |
| Finalista | 2.  | Mayo de 1990       | Roma, Italia             | Arcilla      | Laura Garrone      | Helen Kelesi Monica Seles            | 3–6, 4–6             |
|           | 3.  | Abril de 1991      | Yugoslavia               | Arcilla      | Magdalena Maleeva  | Sandra Cecchini Laura Garrone        | 6–3, 1–6, 6–4 W/O    |
| Finalista | 4.  | Mayo de 1991       | Taranto, Italia          | Alfombra     | Ann Grossman       | Alexia Dechaume Florencia Labat      | 2–6, 5–7             |
| Finalista | 5.  | Julio de 1993      | Praga, República Checa   | Dura         | Caroline Vis       | Inés Gorrochategui Patricia Tarabini | 2–6, 1–6             |
| Ganadora  | 6.  | Octubre de 1993    | Brighton, Inglaterra     | Alfombra (i) | Natalia Medvédeva  | Anke Huber Larisa Savchenko          | 6–3, 1–6, 6–4        |
| Ganadora  | 7.  | Enero de 1994      | Brisbane, Australia      | Dura         | Natalia Medvédeva  | Jenny Byrne Rachel McQuillan         | 6–3, 6–1             |
| Finalista | 8.  | Mayo de 1994       | Praga, República Checa   | Arcilla      | Kristie Boogert    | Amanda Coetzer Linda Wild            | 4–6, 6–3 2–6         |
| Finalista | 9.  | Septiembre de 1994 | Moscú, Rusia             | Alfombra     | Caroline Vis       | Elena Makarova Eugenia Maniokova     | 6–7, 4–6             |
| Finalista | 10. | Febrero de 1995    | Auckland, Nueva Zelanda  | Dura         | Caroline Vis       | Jill Hetherington Elna Reinach       | 6–7, 2–6             |
| Ganadora  | 11. | Febrero de 1995    | Oklahoma, Estados Unidos | Dura         | Nicole Arendt      | Katrina Adams Brenda Schultz         | 6–4, 6–3             |
| Finalista | 12. | Marzo de 1995      | San Juan, Puerto Rico    | Dura         | Linda Wild         | Karin Kschwendt Rene Collins         | 2–6, 6–0, 4–6        |
| Finalista | 13. | Abril de 1995      | Zagreb, Croacia          | Arcilla      | Irina Spîrlea      | Mercedes Paz Rene Collins            | 5–7, 2–6             |
| Ganadora  | 14. | Mayo de 1999       | Antwerp, Bélgica         | Arcilla      | Katarina Srebotnik | Louise Pleming Meghann Shaughnessy   | 6–4, 6–2             |